# Ealdgyth (moglie di Edmondo II)
Ealdgyth (... – dopo il 1016) fu regina consorte d'Inghilterra grazie al matrimonio con Edmondo II.

## La vita
Ealdgyth nacque da genitori ignoti in data incerta (forse attorno al 992). Si suppone che sia stata la moglie di Sigeferth (morto nel 1015), Thegn dei Seven Burghs secondo la Cronaca anglosassone. Sigeferth venne ucciso negli scontri che lo videro contrapporsi a Etelredo II d'Inghilterra, Ealdgyth venne quindi data in sposa a suo figlio Edmondo che succedette al padre l'anno dopo. Da lui ebbe due figli, che alcuni ritengono possano essere stati gemelli:
- Edoardo l'esiliato
- Edmondo Atheling

La Cronaca anglosassone riporta che Sigeferth, insieme al fratello Morcar, morirono a Oxford durante un'assemblea nobiliare per mano di Eadric Streona, zio di Edmondo, che li uccise in maniera "disonorevole" dopo averli invitati nelle proprie stanze.
Dopo la loro morte Etelredo ne confiscò le proprietà e ordinò che la vedova di Sigeferth, che la Cronaca non nomina, venisse confinata nell'abbazia di Malmesbury; Ealdgyth è nominata invece da Giovanni di Worcester.
Nella tarda estate del 1015 Edmondo condusse una rivolta contro il padre e liberò Ealdgyth dal convento per sposarla, anche se non è chiaro se questo sia avvenuto prima o durante la ribellione appoggiata dai partigiani di Sigeferth e di Morcar. Vi sono due documenti, giunti fino a noi, risalenti al regno di Edmondo dove viene menzionata sua moglie, ma in nessuno dei due viene chiamata per nome.
Si ritiene più o meno universalmente che la madre dei figli di Edmondo sia proprio Ealdgyth, ammesso che fosse il suo nome; entrambi i figli andarono in esilio dopo la morte del padre, Edmondo morì ancora giovane mentre Edoardo ritornò in patria durante il regno dello zio Edoardo il Confessore morendo poi poco dopo. Se Ealdgyth abbia seguito o meno i figli in esilio dopo la morte di Edmondo non è noto e dopo il 1016, anno in cui il re morì, di lei non si sa più nulla.
Alcuni storici credono che Giovanni di Worcester nel chiamare Ealdgyth la vedova di Sigeferth si sia confuso con la cognata, moglie del fratello Morcar, che si chiamava con quel nome. Costei era nipote, da parte di zio, di Ælfhelm di York e di Wulfric Spot. Ealdgyth all'epoca era un nome piuttosto comune e questa coincidenza fa pensare che Worcester abbia fatto confusione fra le due donne.